# Martyna Goszczyńska
Martyna Laurencja Goszczyńska (ur. 24 lutego 2004) – polska koszykarka, występująca na pozycjach silnej skrzydłowej lub środkowej, obecnie zawodniczka Polskiego Cukru AZS-UMCS Lublin.

## Osiągnięcia
Stan na 3 maja 2024, na podstawie, o ile nie zaznaczono inaczej.

### Drużynowe

#### Seniorskie
- Mistrzyni Polski (2023)[2]
- Zdobywczyny Superpurachu Polski (2023)[3]
- Finalistka Pucharu Polski (2024)[4]
- Uczestniczka międzynarodowych rozgrywek Euroligi (od 2023)

#### Młodzieżowe
- Wicemistrzyni województwa łódzkiego 3x3:
  - U–23 (2022)
  - U–17 (2021)
- Uczestniczka młodzieżowych mistrzostw Polski 3x3:
  - U–23 (2023 – 11. miejsce)
  - U–17 (2021 – 9. miejsce)